# Pàvel Beliàiev
Pàvel Beliàiev   (Txelishtxevo, 26 de juny de 1925 - Moscou, 10 de gener de 1970), nom complet amb patronímic Pàvel Ivànovitx Beliàiev, rus: Па́вел Ива́нович Беля́ев, fou un cosmonauta soviètic que va participar en la històrica missió Voskhod 2.
Durant la Segona Guerra Mundial es va allistar a l'escola de la força aèria especial a Sverdlovsk, però no per ser admès. Després va tractar d'unir-se a una unitat d'esquí com a voluntari, però va ser rebutjat de nou, perquè ell era massa jove. El 1943, just abans de fer els 18 anys, va ser cridat a files. Després va ingressar a l'Escola 3 de Saràpul on va començar a entrenar com a pilot naval. Es va graduar el 1944 i després es va traslladar a l'Escola Naval aèria Stalin.
Beliàiev es va graduar com a pilot militar el 1945 amb el rang de sotstinent. La guerra havia acabat a l'occident, així Beliàiev va ser enviat a defensar a les regions orientals de Rússia. Va Pilotar Yaks, Làvotxkin i caces MiG en els dies finals de la guerra contra els japonesos. Beliàiev va romandre a l'Orient per a la pròxima dècada, sent destinat en gran manera, a Sibèria. Va ser ascendit a tinent el 1947. El 1948 es va casar amb Tatiana Prikàztxikova. El 1950 va ser ascendit a tinent major. Durant aquest temps va pilotar set tipus d'aeronaus diferents i va arribar a ser considerat un dels pilots amb més talent de la Unió Soviètica.
Va ser guardonat amb la medalla de servei distingit en combat el 1953. El 1954 va ser ascendit a capità. Mentre seguia practicant amb assiduïtat la caça, també en aquells temps va gaudir d'activitats més acadèmiques en el seu temps lliure, incloent la lectura i escriptura de poesia o tocar el piano i l'acordió. El 1956, Beliàiev va tenir èxit en l'obtenció de l'entrada en estudis avançats de la Força Aèria de la Bandera Vermella. Es va graduar el 1959 com a segon pilot de classe militar i amb el rang de major.
Beliàiev va ser triat pel programa espacial soviètic el 1960 després de gairebé quinze anys d'experiència en les forces aèries soviètiques i en l'armada. Al principi anava a pilotar la nau Vostok 8 al Cinturó de Van Allen, però la missió va ser cancel·lada.
Va morir el 1970 d'una peritonitis que va patir després d'una operació d'úlcera i està enterrat al cementiri de Novodévitxi, a Moscou.
Pàvel Beliàiev va ser condecorat com a Heroi de la Unió Soviètica el 23 de març de 1965), amb l'Ordre de Lenin, l'Ordre de l'Estrella Roja i nombroses medalles i ordres estrangeres.

## Llegat
Registres sobre la vida de Beliàiev i la seva carrera espacial es poden trobar al llibre de 2003 Fallen Astronauts (Astronautes caiguts) i en el de 2007, Into That Silent Sea, ambdós escrits per Colin Burgess. També apareix en una novel·la de 2005 de Garfield Reeves-Stevens anomenada Freefall, en aquesta obra ell és la primera persona que aterra a la Lluna hores abans de l'arribada de l'Apol·lo 11.
Pàvel Beliàiev va aparèixer en diferents segells. El 1965, va aparèixer en els segells de la Unió Soviètica, Cuba, Bulgària, Alemanya Oriental i Hongria. El 1966, va aparèixer en segells de Bulgària, Mali i Mauritània.
Un planeta menor. 2030 Belyaev, descobert el 1969 per l'astrònoma soviètica Liudmila Txernikh porta el seu nom.